# Garčin
Garčin – wieś w Chorwacji, w żupanii brodzko-posawskiej, siedziba gminy Garčin. W 2011 roku liczyła 911 mieszkańców.
Jest położony w Posawiu, u podnóża góry Dilj, na wysokości 96 m n.p.m., 10 km na zachód od Slavonskiego Brodu. Przez miejscowości przebiegają linia kolejowa Slavonski Brod – Vinkovci i droga Slavonski Brod – Đakovo. Miejscowa gospodarka oparta jest na rolnictwie.
W Garčinie urodził się naukowiec Vjekoslav Klaić.